# 马岛冢雉

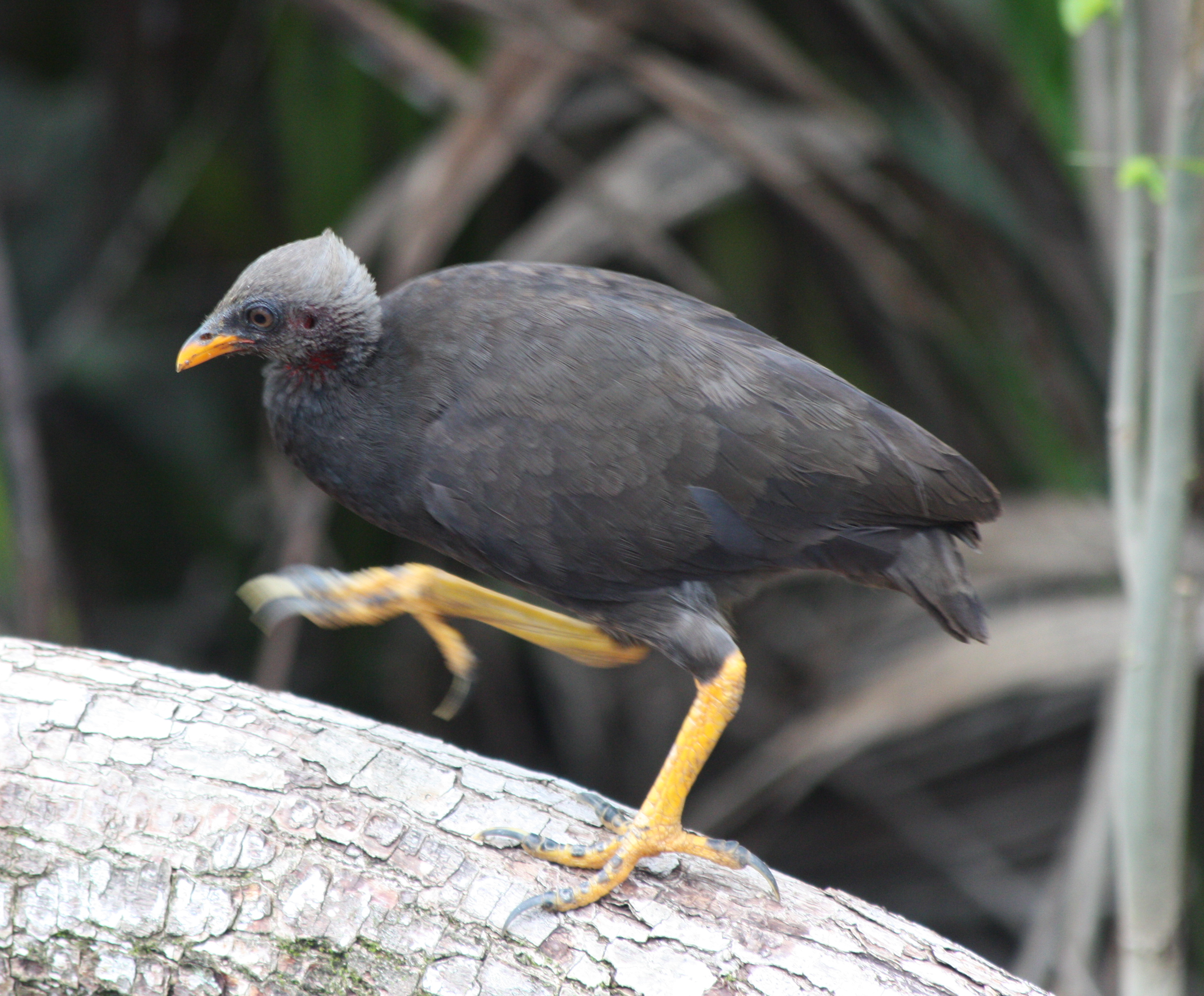
萨里甘岛上的马岛塚雉

马岛塚雉或密克罗尼西亚塚雉（学名：Megapodius laperouse）是一种生活在西太平洋的受威胁的塚雉。

## 描述
马岛塚雉是一种体型粗壮的中型鸟类，其身长可达38厘米。这种鸟羽毛多为深棕黑色，头部比身体颜色更浅，有浅灰色的羽冠、黄色的喙和暗黄色的后肢。其面部皮肤呈红色，透过薄薄的羽毛显露出来。这种鸟有时会与红原鸡（野生或家养种群）的深色变种混淆。
这种鸟会发出响亮的“keek”叫声，一只鸟连续的发出“keek-keek-keek-keek...”的叫声，音量逐渐增强，速度逐渐加快，最后以嘹亮的“kee-keer-kew”（帕劳）或“keek-keer-keet”（马里亚纳群岛）结尾，另一只鸟会以咯咯声应答，咯咯声越来越高，临近结束时声音会变慢。
学名的种加词纪念法国探险家拉彼魯茲伯爵讓-弗朗索瓦·德·加洛。

## 栖息地
马岛塚雉目前只在马里亚纳群岛有所发现。这种鸟曾经分布在亚松森、阿格里汉、帕甘、阿吉甘和阿里马罕等岛屿上。一些残余种群可能在塞班岛和天宁岛仍有存在，而罗塔岛和关岛的种群则已完全灭绝。马岛塚雉集小群出没于小型岛屿的灌木丛中；然而当生活在较大的岛屿上时，它们也可能出现在地势较高的内陆地区。
这种鸟栖息于茂密的森林中，作为杂食鸟类，以森林地面上的各种食物为食。

## 行为
马岛塚雉通常害羞而隐秘，但在有人居住的岛屿上则会变得相对温顺。马岛塚雉每天会多次造访筑巢土墩。 这些鸟会在树荫下行走，无法长距离飞行，这种鸟相当擅于奔跑，因此很难被人抓住。
马岛塚雉和其他一些塚雉是目前已知的唯一会使用火山热来孵化卵的鸟类。

### 繁殖
在东南季风到来之后，马岛塚雉进入繁殖季节，雌鸟会筑起土堆来产卵。有时候不同的雌鸟会在同一个土堆中产卵。马岛塚雉雌鸟不会多次使用同一个土墩，它们会与其他雌鸟交换土堆产卵。一到两个月后，卵便会孵化，新孵化的幼鸟将以草芽和昆虫为食。

## 保育状况
因为马岛塚雉的范围非常小，且仅限于孤立的未受干扰的小岛，这种鸟被认为是近危物种。这种鸟分布在帕劳和北马里亚纳群岛，在一些曾经的栖息地已经灭绝。
据信，狗、猫、猪和老鼠的引入导致了大部分岛屿上该物种的减少。日本占领塞班岛和天宁岛期间，这两个岛屿的大部分植被被烧毁，取而代之的是大型甘蔗农场，对岛上的马岛塚雉种群造成了严重打击。
据估计，该物种现存仅2000-2500个个体，分布于帕劳和北马里亚纳群岛未受干扰的岛屿上，薩里甘島上有数百个个体。据报道，塞班岛最近重新引入了一小部分种群。
该鸟出现在 2010 年 IUCN 红色名录中。该物种之所以被列为濒危物种，是因为它的分布范围非常小，仅分布于孤立的未受干扰的岛屿，而在其他地方则几乎没有这种鸟类。鉴于其受到的多种威胁，其种群可能会持续下降。 
似乎保育该物种的唯一方法是保护几个小岛并在那里释放少量的马岛塚雉，这样才能维持这种鸟类的种群数量。在面积更大的岛屿上，人口增加和物种入侵迟早会摧毁任何塚雉的种群。

## 亚种
马岛塚雉指名亚种（Megapodius laperouse laperouse）又称马里亚纳亚种，生活在马里亚纳群岛上，这一亚种分布狭窄、数量稀少且有灭绝的风险。